# Chlorodont

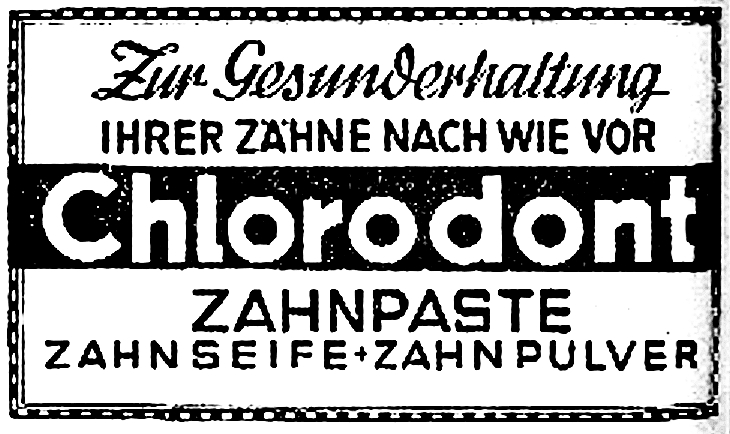
Chlorodont-Werbung von 1949 aus einer Zeitung

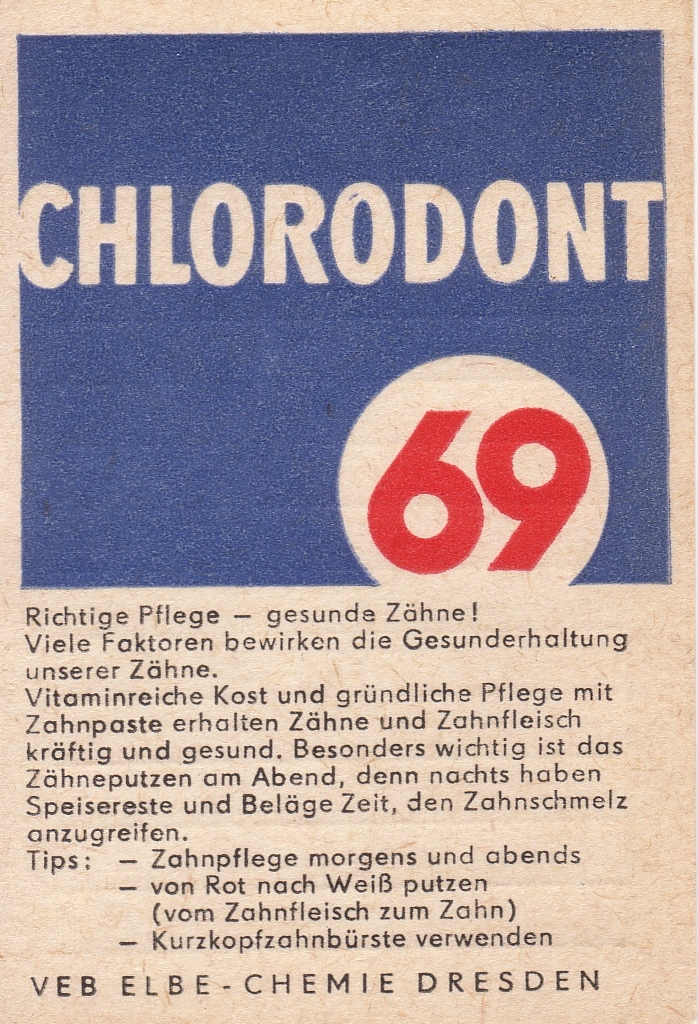
Vorderseite einer Zahnarztterminkarte, 1969

Chlorodont ist der Markenname einer ab 1907 in Dresden von den Leo-Werken und nach dem Zweiten Weltkrieg von VEB-Chlorodont-Leo hergestellten Zahnpasta. Der Markenname wurde bis in die 1980er Jahre verwendet.

## Geschichte
Der Name Chlorodont stammt vom Entwickler Ottomar Heinsius von Mayenburg und leitet sich ab von den Worten chloros (griech. „grün“) als Sinnbild für die Frische (und den Pfefferminzgeschmack) und odon (griech. „Zahn“).
Chlorodont wurde von Mayenburg im Jahr 1907 auf dem Dachboden der Löwenapotheke (Laboratorium Leo) entwickelt und ab 1917 in den neu gegründeten Leowerken in immer größer werdendem Stil produziert. 1924 war Chlorodont die führende Marke auf dem europäischen Markt und auch darüber hinaus verbreitet. Dieser Erfolg gründete sich nicht zuletzt auf geschicktes Marketing in Verbindung mit Aufklärungskampagnen zur richtigen Mundhygiene. Auch lagen den Tuben Sammelkarten bei, die heute heiß begehrt sind.
Im Jahr 1949 wurde durch das Hessische Innenministerium auf gesundheitsschädigende Blei-Belastungen der Chlorodont-Zahncreme hingewiesen und dass das „in Verkehrbringen von Zahncreme in Tuben mit mehr als 1 Prozent Bleigehalt“ verboten sei.
Chlorodont wurde bis Anfang der 1980er Jahre produziert. Nach der Wende wurde sie nicht mehr hergestellt. Die verlorenen Rechte an der Marke Chlorodont versucht die Firma Dental-Kosmetik GmbH & Co. KG als Nachfolgeunternehmen der Leowerke derzeit zurückzukaufen.

## Die Zahnpasta
Chlorodont bestand aus Bimssteinpulver, Calciumcarbonat, Seife, Glycerin, Kaliumchlorat und war mit Pfefferminze aromatisiert.
Charakteristisch war der blau-grün karierte Streifen auf der Verpackung, der allerdings im Jahr 1969 bei einer Überarbeitung des Designs anlässlich des zwanzigjährigen DDR-Jubiläums verschwand.